# 고이치조 천황
고이치조 천황(일본어: 後一条天皇, 1008년 10월 12일 ~ 1036년 5월 15일)은 68대 일본 천황(재위: 1016년 ~ 1036년)이다. 휘(諱)는 아쓰히라(일본어: 敦成親王)이다. 호칭의 유래는 66대 천황인 이치조 천황(일본어: 一条天皇)에서 따왔다. 이치조 천황의 차남으로, 어머니는 후지와라노 미치나가의 딸 후지와라노 아키코/쇼시 (일본어: 藤原彰子, 988년 ~ 1074년)이다. 

## 생애
조와원년(1012), 여덟 살 연상의 후지와라노 다케코/이시(藤原威子)와 혼인했다. 다케코는 후지와라노 미치나가의 딸로 고이치조 천황의 이모였다. 조와 5년(1016), 여덟 살의 나이에 산조 천황의 양위로 천황으로 즉위하였다. 나이가 어렸기 때문에 미치나가가 섭정으로서 정무를 보았다. 선대 천황인 산조 천황의 장남 아쓰아키라가 황태자가 되었지만 간닌1년(1017) 산조 천황이 42세의 나이로 죽자, 미치나가는 아쓰아키라에게 압력을 가해 황태자의 자리에서 물러나게 했다. 새로 황태자가 된 것은 이치조 천황의 삼남으로 고이치조 천황의 동생 아쓰나가 친왕(훗날의 고스자쿠 천황)이었다. 1036년 고이치조 천황은 29세의 나이로 요절하였다. 중궁 다케코와의 사이에서는 내친왕 둘밖에 태어나지 않았기 때문에 황태자 아쓰나가 친왕이 고스자쿠 천황으로 즉위했다.

## 가족
- 중궁 : 후지와라노 다케코(藤原威子) (1000-1036)
  - 제1황녀 : 니조인(二条院) 아키코 내친왕(章子内親王) (1027-1105) - 고레이제이 천황의 중궁.
  - 제2황녀 : 사이인 황후(西院皇后) 가오루코 내친왕(馨子内親王) (1029-1093) - 고산조 천황의 중궁.

## 같이 보기
- 일본 천황